# ロベン島
ロベン島（ロベンとう、アフリカーンス語: Robbeneiland, 英語: Robben Island）は、南アフリカ共和国西ケープ州ケープタウンから約12km沖合のテーブル湾にある島。ユネスコの世界遺産に登録されている。

## 概要
『ロベン』は『アザラシ』を意味するオランダ語。「監獄島」とも呼ばれハンセン病患者の隔離や政治犯の強制収容所が設置された。現在はロベン島教会をのぞいて政府が所管し、島全体を博物館として整備、刑務所の元囚人がガイドとして案内業務を行っている。

## 歴史

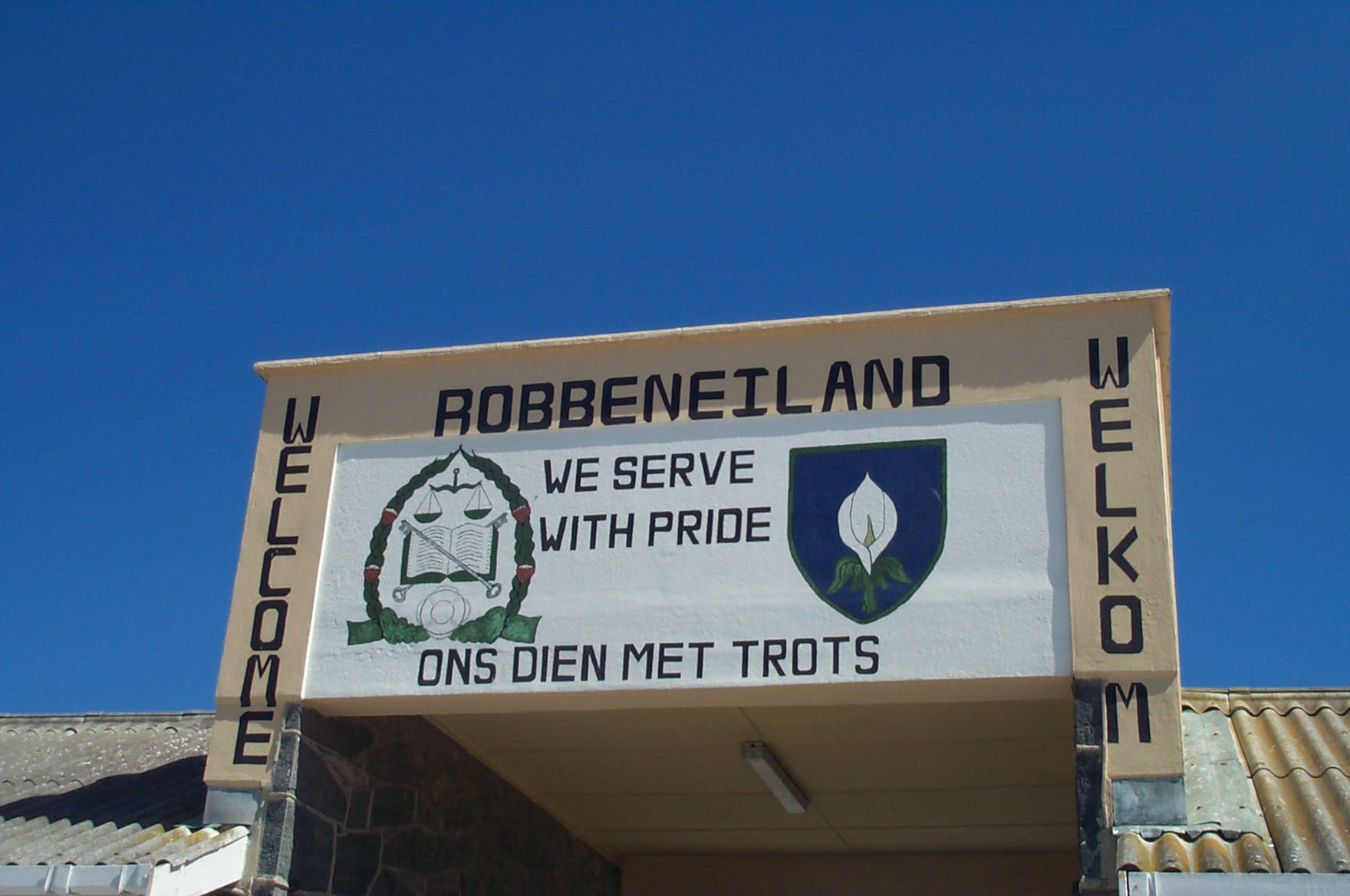
ロベン島の入口の掲示板

周囲は海流が強く、脱出が困難なところを見いだされ、17世紀の終わりから島の大部分は刑務所として使われた。当時のロベン島に収監された囚人はオランダの植民地のさまざまな政治的指導者で、南アフリカ出身者だけでなくインドネシア出身者もいた。
1836年から1931年まで、島はハンセン病患者を隔離するために使われた。
1959年以降、島は政治犯の強制収容所として使われ、アパルトヘイトの政策が行われていた時期には、ネルソン・マンデラやウォルター・シスル、ロバート・ソブクウェ等が収監された。
1996年に刑務所は閉鎖され、翌1997年には政府の管理下で博物館として一般公開され、1999年に世界遺産（文化遺産）に登録された。

## 交通
ケープタウンのビクトリア&アルフレッド・ウォーター・フロントから定期路が運航されている。

## 自然
アフリカペンギン（ケープペンギン）が生息している。タンカーの石油流失事故により、生息が危ぶまれたが、ボランティアや地元の大学により保護活動が展開されている。タンカーの事故以外にも本来ロベン島には生息していなかった外来種である猫が島に入島し、ペンギンの卵を襲うなどの問題がある。

## サッカーと人種差別撤退運動
人種差別の反対運動にサッカーが用いられることが多い。
1967年に収容者がサッカーリーグマカナ・サッカー協会を設立。サッカーを通じて差別に抵抗した。

## 世界遺産
ロベン島は現在世界遺産リストに登録されている。南アフリカ共和国が世界遺産条約を批准したあと、「スタークフォンテン、スワートクランズ、クロムドライ及び周辺地域の人類化石遺跡群」（現南アフリカの人類化石遺跡群）、「グレーター・セント・ルシア湿地公園」（現イシマンガリソ湿地公園）などととも最初に推薦したのが、このロベン島だった。
ICOMOSは否定的な評価を下したが、ユネスコ事務局長であり世界遺産委員会議長だった松浦晃一郎の提案もあり、1999年の世界遺産委員会で登録が認められた。
人種隔離政策の記憶を伝える負の世界遺産とされている。

### 登録基準
この世界遺産は世界遺産登録基準のうち、以下の条件を満たし、登録された（以下の基準は世界遺産センター公表の登録基準からの翻訳、引用である）。
- (3) 現存するまたは消滅した文化的伝統または文明の、唯一のまたは少なくとも稀な証拠。
- (6) 顕著で普遍的な意義を有する出来事、現存する伝統、思想、信仰または芸術的、文学的作品と直接にまたは明白に関連するもの（この基準は他の基準と組み合わせて用いるのが望ましいと世界遺産委員会は考えている）。